# Cuscuta compacta
Cuscuta compacta är en vindeväxtart som beskrevs av Antoine Laurent de Jussieu och Jacques Denys Denis Choisy. Cuscuta compacta ingår i släktet snärjor, och familjen vindeväxter. Utöver nominatformen finns också underarten C. c. efimbriata.